# البنك الحيوي البريطاني
البنك الحيوي البريطاني (بالإنجليزية: UK Biobank)‏ هو بنك مُستقبلي مُخصص للدراسات طويلة المدى في بريطانيا، يضُم عينات بيولوجية مجهولة الهوية، وبيانات مُتعلقة بالصحة لنصف مليون شخص. جُند المشاركون المتطوعون الذين تتراوح أعمارهم بين 40 و 69 عامًا بين عامي 2006 و2010 من جميع أنحاء بريطانيا ووافقوا على مشاركة بياناتهم الصحية ومتابعتهم لمدة 30 عامًا على الأقل، بهدف تمكين الاكتشافات العلمية في الوقاية والتشخيص والعلاج من الأمراض.

## الخلفية
يقع مقر البنك الحيوي البريطاني في ستوكبورت، مانشستر الكبرى، وهو شركة ذات مساهمة عامة ومؤسسة خيرية مسجلة في إنجلترا وويلز، ومُسجل أيضا كمؤسسة خيرية في إسكتلندا.
يحتفظ البنك بأكثر من عشرة ألاف متغير من البيانات الخاصة بمشاركين يبلغ عددهم نصف مليون شخص. تتكون هاته المعطيات من العينات البيولوجية والقياسات الجسدية وبيانات تصوير الجسم والدماغ وبيانات كثافة العظام وتتبع النشاط وبيانات استبيان نمط الحياة. ويستمر المشاركون في تقديم المزيد من البيانات بمرور الوقت. خزّن البنك أكثر من 15 مليون عينة بيولوجية، والتي توجد رهن إشارة الباحثين طلب استخدامها، وتحتوي قاعدة البيانات الخاصة على الإنترنت على أكثر من 30 بيتابايت من البيانات.
إن قاعدة بيانات الجينوم البشري، وقاعدة البيانات البروتينية، ومشروع التصوير البشري الخاص بهذا البنك هي الأكبر في العالم، ويفتح المشروع للعلماء إمكانية دراسة أسباب الأمراض المزمنة، مثل السرطان وأمراض القلب والحالات المرتبطة بالعمر في المراحل المبكرة من تطورها. أشارت مجلة نيتشر إلى أن البنك الحيوي البريطاني باعتباره "قاعدة بيانات مفتوحة المصدر هو مشروع غير مسبوق".
مُنذ عام 2012، قام 30 ألف باحث من أكثر من 90 دولة بالتسجيل لاستخدام البنك الحيوي البريطاني. مُنذ بداية نوفمبر 2023، نشر أكثر من تسعة ألاف مقال علمي باستخدام بيانات البنك، بما في ذلك أكثر من 3000 منشور في عام 2023.
يحصُل البنك على تمويله من مجلس البحوث الطبية، ومؤسسة ويلكوم، وحكومة بريطانيا، والمصادر الخيرية والتبرعات الخيرية.

## التاريخ
يعود تاريخ إنشاء البنك الحيوي البريطاني إلى أوائل العقد الأول من القرن الحادي والعشرين، وعُيّن البروفيسور السير روري كولينز محققاً رئيسياً ورئيساً تنفيذياً للبنك في عام 2005. ويعتمد نهجًا تدريجيًا لتطوير إجراءات الدراسات، وذلك باستخدام الأنظمة المبرمجة والمطورة من قبل وحدة التجارب السريرية. يُتيح هذا المشروع إمكانية القيام بسلسلة من الدراسات التجريبية ذات التعقيد والتطور المتزايدين. تبرمج فترات استراحة لتقييم النتائج والمدخلات العلمية الإضافية. أُجري تجارب داخلية خلال عام 2005، وتم تشغيل عيادة متكاملة بالكامل في ألتيرينشام، مانشستر الكبرى طوال ربيع عام 2006، وقُيم 3800 مشارك. في 22 أغسطس 2006، أُعلن أن البرنامج الرئيسي سوف يستقطب الرجال والنساء الذين تتراوح أعمارهم بين 40 و69 عامًا، من ذ35 مركز إقليمي.
بعد الفترة الممتدة بين 2005-2006؛ وتعد مرحلة تجريبية أولية، بدأت الدراسة الرئيسية في أبريل (نيسان) 2007، وبحلول نهاية هذا العام شارك فيها خمسون ألف شخص. وصل عدد الموظفين إلى مائة ألف في أبريل 2008، وأربع مائة ألف في نوفمبر 2009. بهذا الرقم، تجاوز الهدف المحدد بـ500 ألف في يوليو 2010. معظم المتطوعين هم أصحاء من أضحاب الدخل المرتفع ومن ذوي البشرة البيضاء من أصول أوروبية. حاليا، تساعد المنظمة المؤسسات الأخرى على إنشاء وإدارة مبادرات مماثلة. بدلاً من تجنيد المزيد من المشاركين في البنك الحيوي. تم الإعلان عن اكتمال تسجيل المشاركين في أغسطس 2010. ومع ذلك، أثبت التوظيف كفاءة أكبر مما كان متوقعا، حيث فُتح 22 مركزًا فقط عندما وُصل إلى الهدف المتمثل في توظيف 500 ألف شخص في عام 2010.
في مايو 2023، أعلنت مؤسسة المملكة المتحدة للبحوث والابتكار أن البنك من المقرر أن يتلقى 127.6 مليون جنيه إسترليني للانتقال إلى منشأة مخصصة لهذا الغرض في حديقة العلوم في مانشستر.
في أكتوبر 2023، حصل البنك على تمويلات إضافية من عدد من الممولين بما في ذلك إريك شميت وكين جريفين، للأعوام الخمسة المقبلة.

## التصميم
وتتابع الدراسة حوالي نصف مليون مشارك متطوع في بريطانيا. تتراوح أعمارهم بين 40 و69 عاماً. تم التسجيل الأولي على مدى أربع سنوات ابتداء من عام 2006، وسيتم متابعة المتطوعين لمدة لا تقل عن 30 عامًا بعد ذلك.
تمت دعوة الأفراد المحتملين لزيارة مركز التقييم، حيث خضعوا لاستبيان إلكتروني وأجريت معهم مقابلات تتعلق بنمط حياتهم، وتاريخهم الطبي، وعاداتهم الغذائية. كما تم قياس مؤشرات صحية أساسية، بما في ذلك الوزن، الطول، وضغط الدم، بالإضافة إلى جمع عينات من الدم والبول. تم حفظ هذه العينات لاستخدامها لاحقًا في استخراج الحمض النووي وتحليل مركبات بيولوجية أخرى ذات أهمية. طوال فترة الدراسة، كان الهدف هو توثيق جميع الأمراض، والوصفات العلاجية، وحالات الوفاة صمن قاعدة بيانات، مع الاستفادة من السجلات الصحية الوطنية في بريطانيا.
خلال الفحص البدني الأولي، تم تزويد المشاركين بمعلومات أساسية تتعلق بقياساتهم الصحية، بما في ذلك الوزن، الطول، مؤشر كتلة الجسم، ضغط الدم، سعة الرئة، كثافة العظام، والضغط داخل العين. ويمكن للمشاركين الحفاظ على حق عدم معرفة الأمراض التي يمكن اكتشافها خلال البحث. بالإضافة إلى ذلك، لم يتم الكشف عن النتائج التي ظهرت لاحقًا، مثل المخاطر الجينية، سواء للمشارك أو لطبيبه، وذلك لتجنب أي تأثيرات نفسية أو اقتصادية سلبية محتملة، مثل تعرض المتطوعين لقيود من قبل شركات التأمين التي قد تطلب الإفصاح عن نتائج الفحوصات الجينية.
ومنذ عام 2012، أصبح للباحثين إمكانية التقدم بطلبات لاستخدام قاعدة البيانات (بدون أن يُمنحوا حق الوصول إلى المتطوعين، الذين يظلون مجهولي الاسم بشكل تام). عادة ما تقوم الدراسة باستخدام قاعدة البيانات بمقارنة عينة من المشاركين الذين أصيبوا بمرض معين، مثل السرطان أو أمراض القلب أو السكري أو مرض الزهايمر ، مع عينة من أولئك الذين لم يصابوا به، في محاولة لقياس الفوائد ومساهمة المخاطر والتفاعل بين الجينات وأنماط الحياة والأدوية المحددة.
في عام 2017، تمكن الباحثون من الولوج إلى قاعدة البيانات بما في ذلك تلك الخاصة بالمعلومات الجينية. بحلول عام 2017، كان لدى المشاركين في البنك الحيوي البريطاني ما يقارب 1.3 مليون فرد ممن دخلوا إلى المستشفى، و40 ألف حالة إصابة بالسرطان توفي منهم 14 ألفًا.

### المعلومات الأولية
في البداية، أطلقت الدراسة بزيارة تتكون من الخطوات الآتية: 
- عملية الموافقة الشفوية
- استبيان إلكتروني حول نمط الحياة والصحة العامة
- اختبارات عبر الحاسوب للذاكرة
- مقابلة مع ممرضة حول التاريخ الطبي التفصيلي
- قياس ضغط الدم
- قياس ارتفاع الجلوس والوقوف
- قياس الوزن
- قياس تكوين الجسم باستخدام المقاومة
- قياس قوة القبضة
- قياس التنفس
- قياس كثافة العظام في الكعب باستخدام الموجات فوق الصوتية
- جمع عينات الدم والبول

بعد خطوة إثبات أسلوب التقييم القائم على الزيارة، يتم توسيع نطاق التحقيقات ليشمل الخطوات الآتية:
- اختبار السمع
- قياس سرعة موجة النبض الشرياني
- قياس حدة البصر
- قياس الضغط داخل العين
- قياس انكسار العدسة
- صورة قاع الشبكية
- فحص التصوير المقطعي البصري للشبكية
- تخطيط القلب أثناء ممارسة الرياضة
- جمع عينة اللعاب
- تقييم النظام الغذائي

بعد الانتهاء من عملية تسجيل المشاركين تتم إضافة عدة أنواع جديدة من البيانات:
خلال الفترة 2011-2012، طُلب من المشاركين الذين قدموا عنوان بريد إلكتروني المساعدة من خلال استكمال الاستبيانات الغذائية على شبكة الإنترنت، بهدف الجمع بين سلسلة من "اللقطات" اليومية لتكوين صورة عن التغذية الشاملة. استجاب 176,012 من المشاركين مرة واحدة على الأقل وأكمل 27,535 أربعة استبيانات خلال فترة 16 شهرًا..
خلال الفترة 2012-2013، طُلب من 25000 مشارك في مركز ستوكبورت الحضور إلى مركز التقييم لتكرار القياسات الأولية. وكان من المفترض تكرار هذه التقييمات كل بضع سنوات .
في الفترة من 2013 إلى 2015، تم توزيع أجهزة مراقبة النشاط البدني ثلاثية المحاور من المعصم Axivity AX3 على 100000 مشارك، والتي سجلت تسارعًا ثلاثي المحاور لمدة أسبوع بمعدل 100 هرتز..